# Жолкевские
Жолкевские (пол. Żołkiewski) — дворянский род герба Любич, ведущий своё начало от галицких бояр.
Николай Жолкевский был белзским воеводой в конце XV века. Его сын Станислав (умер в 1588) был русским воеводой; его внук — прославленный полководец Станислав Жолкевский. Основная ветвь рода угасла после смерти в 1623 году Яна Жолкевского, сына Станислава-младшего.
Род Жолкевских внесён в VI часть родословной книги Подольской и Волынской губерний.